# Centro de Endemismo Belém
O Centro de Endemismo Belém (CEB) ou Área de Endemismo Belém é um dos oito Centros de Endemismo da Amazônia, compreende a área fronteiriça do leste do Pará, oeste do Maranhão e o extremo norte do Tocantins.

## Área e desmatamento
Ocupando a porção mais oriental do bioma, com menor área (247.635,44 km²) entre os outros centros, é o mais impactado por ações antrópicas, sendo uma das regiões da Amazônia mais devastadas pelo arco do desmatamento.
Com 191 municípios e 10.382.354 habitantes, a degradação da cobertura vegetal é extremamente alta com perda de 82,58% da vegetação original.
Atualmente, o CEB é em grande parte composto por fragmentos de floresta descontínuas, cerca de 684.512 fragmentos. Somente dois grandes blocos de floresta contínua resistem, o Mosaico Gurupi e o Mosaico Ararandeua-Capim.

## Endemismo
Diversas espécies de animais e plantas só são encontradas naturalmente no CEB alguns deles, inclusive, se encontram em grave risco de extinção.
Eis alguns exemplos:

### Espécies Criticamente Ameaçadas (CR):[2]
- Chiropotes satanas
- Cebus kaapori
- Crax fasciolata pinima
- Psophia obscura

### Espécies Vulneráveis (VU):[2]
- Celeus torquatus pieteroyensi
- Dendrexetastes paraensis paraensis
- Dendrocincla merula badia
- Granatellus pelzelni paraensis
- Guaruba guarouba
- Hylopezus paraensis
- Piculus paraensis
- Pteroglossus bitorquatus bitorquatus
- Pyrrhura coerulescens
- Saguinus niger
- Tangara velia

### Espécies Quase Ameaçadas (NT):[2]
- Saguinus ursulus